# فابورويف
فابورويف (بالإنجليزية: Vaporwave) هو نوع فني مصغر من الموسيقى الإلكترونية، وأسلوب فني بصري، وميم على الإنترنت ظهر في أوائل العقد الأول من القرن الحادي والعشرين. يمكن تعريفه جزئيًا من خلال أجزائه البطيئة والمقطعة والمفككة من موسيقى السموث جاز وموسيقى المصاعد وآر أند بي وموسيقى الصالة من فترة الثمانينيات والتسعينيات. ترتبط الثقافة الفرعية المحيطة بها أحيانًا بأسلوب غامض أو ساخر حول رأسمالية المستهلك والثقافة الشعبية، وتميل إلى أن تتصف بالحنين إلى الماضي أو السريالية المُدمجة مع وسائل الترفيه الشعبية، الإعلانات والتكنولوجيا من العقود السابقة. تشتمل بصرياً على صور الإنترنت القديمة، تصميم مواقع الإنترنت من أواخر فترة 1990، فن الخلل، الأنمي، الأشياء ثلاثية الأبعاد، وقوات من السايبربانك في غطائها الفني والموسيقى المصورة.
نشأت فابورويف كفرع ساخر من شيلوايف، وتطورت من موسيقى هيبناغوجيك بوب وموضوع الصحوة الرجعية وفكرة ما بعد الإنترنت والتي سرعان ما أصبحت عصرية في الموسيقى الرقمية المتخفية والمشاهد الفنية لذلك العصر، مثل الثقافة الفرعية سبونك التي ظهرت على منصة تمبلر. كان جيمس فيرارو ودانييل لوباتين ورامونا كزافييه الرائدين في ذلك النوع، والذي استخدم كل منهم أسماء مستعارة مختلفة. بعد أن أنشأ ألبوم Floral Shoppe (2011) من إنتاج كزافييه الشكل المخطط لهذا النوع، قامت الحركة ببناء جمهورها على مواقع لاست إف إم وريديت وفورتشان. وبينما تدفقت الأعمال الجديدة، والتي أصدرت أيضًا تحت أسماء مستعارة عبر الإنترنت، تحولت إلي باندكامبللتوزيع.
بعد الإنتشار الواسع لفابورويف في عام 2012، ظهر عدد كبير من الأنواع الفرعية والفروع، مثل النوع المستقبلي الفانك والمولسوفت (بالإنجليزية: mallsoft) والهارد فابور، على الرغم من تضاؤل شعبية معظمها. يتقاطع هذا النوع أيضًا مع اتجاهات الموضة مثل ملابس الشارع وعدة حركات سياسية مختلفة. منذ منتصف عام 2010، تم وصف فابورويف بشكل متكرر بأنه نوع موسيقي «ميت».  بدأ عامة الناس ينظرون إلى فابورويف على أنها ميم على الإنترنت، وهي فكرة أحبطت بعض المنتجين الذين رغبوا في أن يتم الاعتراف بهم كفنانين جادين. منذ ذلك الحين، انجرف العديد من الفنانين وشركات التسجيلات المرتبطة بفابورويف إلى أنماط موسيقية أخرى.

## المميزات
فابورويف هو نوع فرعي شديد التحديد (أو «نوع فني مصغر»)  وهو شكل من أشكال الموسيقى الإلكترونية وأسلوب فني، على الرغم من أنه يُعرف أحيانًا علي أنه في الأساس وسيط مرئي. يُعرف ويوصف هذا النوع إلى حد كبير من خلال الثقافة الفرعية المحيطة به، حيث لا يمكن بأي حال من الأحوال فصل موسيقاه عن محتواه المرئي. كتبت الأكاديمية لورا جليتسوس، «بهذه الطريقة، تتحدى فابورويف الأعراف الموسيقية التقليدية التي تميز الموسيقى على المحتوى المرئي.»
بالاعتماد بشكل أساسي على المصادر الموسيقية والثقافية من الثمانينيات وأوائل التسعينيات من القرن الماضي، يعتمد فابورويف على الميول التجريبية والسخرية في فن شيلوايف وهيبناغوجيك بوب، بينما يرتبط أيضًا بأسلوب غامض أو ساخر على رأسمالية المستهلك والثقافة التقنية. الاسم مشتق من «البرمجيات الوهمية»، وهو مصطلح للبرامج التجارية التي يتم الإعلان عنها ولكن لم يتم إصدارها.
يتطلب إنشاء مقطع موسيقي من الفابورويف فقط معرفة تقنيات الإنتاج الأولية. وهي تتألف بالكامل تقريبًا من عينات تباطئيه وموسيقى الرقص متضررة من الثمانينيات والتسعينيات من خلال استخدام تقنيات التقطيع والتفكيك، والتكرار، والصدي الثقيل. يكتب الناقد آدم ترينر عن ميل الأسلوب إلى «جعل الموسيقى أقل متعة من تنظيم الحالة المزاجية»، مثل موسيقى المنتجات من أجل الإعلانات الإخبارية وعروض المنتجات. وصف الأكاديمي آدم هاربر المقطع الموسيقي لـ فابورويف النموذجي بأنه «مقطع مركب بالكامل أو معالج بشكل كبير من موسيقى المزاج الشائعة، مشرقة وجادة أو بطيئة ومتقطعة، وغالبًا ما تكون جميلة، وربما تكون خارج المزامنة وخارج نقطة الوظيفة.»
إضافة إلى تفاعلها المزدوج مع أشكال الفنون الموسيقية والمرئية، تحتضن الفابورويف الإنترنت كوسيط ثقافي واجتماعي وجمالي. الجمالية المرئية تشتمل على صور الإنترنت المبكرة وتصميم الويب في أواخر التسعينيات وفن الخلل ومجازات السايبربانك، بالإضافة إلى الأنمي والتماثيل اليونانية الرومانية والأشياء ثلاثية الأبعاد. تدهور في إتش إس هو تأثير شائع آخر يُرى في فن فابورويف. بشكل عام، يقيد الفنانون التسلسل الزمني لموادهم المصدر بين ازدهار الاقتصاد الياباني في الثمانينيات وهجمات 11 سبتمبر أو انفجار فقاعة الإنترنت عام 2001 (بعض الألبومات، بما في ذلك Floral Shoppe، تصور البرجين التوأمين على أغلفتها).

## التاريخ

### الاعتمادات السياسية
في ديسمبر 2012 نشرت دمي ما كان يعتبر مقالة «نهائية» عن فابورويف بقلم آدم هاربر، والتي ساوى فيها النوع بالنظرية السياسية المتسارعة. أثر المقال في إلهام «موجة من المحتوى تحتفل بشكل غامض بالرأسمالية البائسة» في أوائل عام 2016 ذكرت المجلة الساخرة ريف نيوز أن منتجي الفابورويف البارزين قد حددوا موعدًا لقمة طارئة في مونتريال لمناقشة «الفاشية الزاحفة» في المشهد. على الرغم من أن المقال كان طريفًا، إلا أن قسم التعليقات فيه اجتذب العديد من محبي فابورويف الذين دافعوا عن مثل هذه المعتقدات السياسية. وفي أغسطس أوصى أندرو أنجلين مؤسس صحيفة ديلي ستورمر بأن يتبنى أعضاء اليمين البديل سينثوايف بدلاً من أنواع موسيقى الروك المرتبطة تقليديًا بالحركات اليمينية المتطرفة، حيث شعر أن الموجة المركبة تمثل «الموسيقى الأكثر بياضًا على الإطلاق». وأدت ملاحظاته إلى نشر الجمالية الموسيقية والبصرية التي أطلق عليها اسم فاشوايف "fashwave"، وهو تحديث للموجات الفاشية المستوحاة من الفابورويف التي احتفل بها العديد من أعضاء اليمين البديل.
في عام 2017 تحدث نائب نائب الرئيس بن بولوك وإيلي بن عن ظاهرة الفاشيين وأعضاء اليمين البديل الذين يخصصون موسيقى فابورويف وجمالياتهم، واصفين حركات الفاشوايف بأنها «أول موسيقى فاشية سهلة بما يكفي للحصول على جاذبية سائدة» وتعكس«ثقافة فرعية إلكترونية عالمية موجهة نحو جيل الألفية، يتم نشرها بواسطة ميمات مثل الضفدع بيبي وتركز على مواقع مثل فورشين». وأشار مايكل هان من صحيفة الغارديان إلى أن الحركة ليست غير مسبوقة. إذ حدثت تفرعات مماثلة في موسيقى البانك روك في الثمانينيات والمعدن الأسود في التسعينيات. ويعتقد هان أنه بمثل هذه الأنواع كان هناك فرصة ضئيلة لموجة الفاشفة «لتتعدى على التيار الرئيسي».
بحلول عام 2019 أصبحت القبعات الوردية المستوحاة من فابورويف التي روجت لمرشح الرئاسة لعام 2020 أندرو يانغ تحظى بشعبية بين مؤيديه. وأفاد ثيودور كوبفري المعلق في مجلة ناشيونال ريفيو: أن ذلك كان جزءًا من اتجاه يشير إلى أن يانغ قد «حل محل دونالد ترامب كمرشح ميمي».

## تفسيرات حاسمة

### المحاكاة الساخرة والتخريب والنوع
كانت الفابورويف واحدة من العديد من الميكروجينريس (بالإنجليزية: microgenres) التي ظهرت في أوائل عام 2010 والتي كانت محور اهتمام وسائل الإعلام لفترة وجيزة. وقد وصف المستخدمون في منتديات الموسيقى المختلفة وفقًا لما نقلته مجلة فايس بأشكال مختلفة هذا النوع بأنه: «موجة باردة للماركسيين» و«موسيقى ما بعد المصعد» و«موسيقى الجاز السلس لشركات بوب ويندوز 95». وكان تداولها أقرب إلى ميم على الإنترنت أكثر من الأنواع الموسيقية النموذجية في الماضي، كما كتب المؤلفان جورجينا بورن وكريستوفر هاورث في عام 2017:
عرّف جوني كولمان المساهم في لعبة مذراة (Pitchfork) فابورويف: على أنها مقيم في «وادي من النوع الغريب» الذي يقع «بين نوع حقيقي يبدو مزيفًا ونوعًا مزيفًا يمكن أن يكون حقيقيًا». أيضًا من بيتش فورك يسمي باتريك سانت ميشيل فابورويف: «ركنًا متخصصًا من موسيقى الإنترنت التي يسكنها الغربيون الذين يتنقلون بالموسيقى والعينات واللغة اليابانية». وعلق نائب الكاتب روب أركاند: أن «الانتشار السريع للأنواع الفرعية أصبح بحد ذاته جزءًا من مجموعة» فابورويف«، في إشارة إلى عبثية النوع نفسه حتى عندما يرى الفنانين يستخدمونه كنقطة انطلاق للابتكار».
في حديثه عن «العناصر التخريبية أو الساخرة المفترضة» لموسيقى فابورويف في عام 2018 قال الناقد الثقافي سيمون رينولدز: إن هذا النوع أصبح زائداً عن الحاجة، في بعض النواحي لموسيقى التراب الحديثة والهيب هوب السائدة. ولقد عبر عن رأيه: "ما الذي يمكن أن يكون أكثر جنونًا أو مزعجًا من الذاتية في سجل دريك أو أغنية كانييه؟ إن الاتجاه السائد لفرقة راب ن ب (Rap n B) السوداء هو أبعد من الناحية الصوتية والمواقفية أكثر من أي شيء توصلت إليه شبكة الإنترنت البوهيميا البيضاء. إذ أن ورهم لا لزوم له. موسيقى الراب وR & B ... هي بالفعل سيمولاكروم(بالإنجليزية: Simulacrum)، وهي بالفعل انحطاط. "
في مقال نشره موقع رولينج ستون عام 2018 أبلغ عن حماس المونكيس مايك نسميث لهذا النوع، ووصف المؤلف آندي جرين الفابورويف: بأنها «نوع فرعي إلكتروني هامشي سمع به حتى القليل من عشاق الميم المغرمين بالسخرية، ناهيك عن تكوين رأي بشأنه». وأشاد نسميث بهذا النوع وعزا صوته إلى أنه يذكرنا كثيرًا برحلات المخدر.
كتب الناقد الموسيقي سكوت بوشامب أن موقف الفابورويف يركز بشكل أكبر على الخسارة ومفهوم التراخي والإذعان السلبي، وأن «الفابورويف كان النوع الموسيقي الأول الذي يعيش حياته بأكملها من الولادة حتى الموت على الإنترنت بالكامل». وقد اقترح أن تعبيرات التعديل المفرط ألهمت تطوير الفابورويف وسقوطها.

### الرأسمالية والتكنولوجيا
| إنه يبدأ الكثير من المحادثات المهمة حول القوة والمال في الصناعة. أو ... كل شيء يبدو جيدًا فقط يتباطأ مع تردد؟ |
| —- آران ديفيد روس من حارس البوابة (Gatekeeper أو Exo (album)) يتحدث عن فابورويف                              |

تم الاستشهاد بفابورويف لاعتناق علاقة غامضة أو تسريع بالرأسمالية الاستهلاكية. وتم نشر العديد من الكتب الأكاديمية حول هذا الموضوع، وهو اتجاه أثاره المقال الوهمي لآدم هاربر 2012 ومحاولته ربط هذا النوع من الموسيقى بالروك البانك والإيماءات المناهضة للرأسمالية. في المقال كتب: أن منتجي الفابورويف «يمكن قراءتهم على أنهم معادون ساخرون للرأسمالية يكشفون أكاذيب وانزلاقات الثقافة التقنية الحديثة وتمثيلاتها، أو كميسرين راغبين يرتجفون ببهجة عند كل موجة جديدة من الأصوات اللذيذة». وأشار إلى أن الاسم نفسه كان إشارة إلى فابورويف وفكرة تعرض الطاقة الليبيدية للتسامي بلا هوادة في ظل الرأسمالية.
كتب معلم الموسيقى جرافتون تانر: «إن أسلوب فابورويف هو أسلوب فني يسعى إلى إعادة ترتيب علاقتنا مع الوسائط الإلكترونية من خلال إجبارنا على إدراك عدم الإلمام بالتكنولوجيا في كل مكان... فابورويف هي موسيقى» اللا أوقات«و»اللا مكان«لأنها تشك في ما فعلته ثقافة المستهلك بالزمان والمكان». وتعليقًا على تبني علامة تجارية مستوحاة من فابورويف وسيبنك (seapunk) من قبل إم تي في العالمية، أشار جوردان بيرسون من اللوحة الأم موقع فايس للتكنولوجيا: إلى كيف أن «الدافع الساخر الذي يمثل فابورويف المتحرك وما يرتبط به من جماليات تستند إلى تامبلر (Tumblr) تم اختيارها ومحوها على كلا الجانبين - حيث تنشأ مادة ما هو مصدرها وأين تعيش». واقترح بوشامب وجود تشابه بين موقف بانك «لا مستقبل» و«طاقته الأولية من عدم الرضا» المستمدة من النسب التاريخي لعسر ديستوبيا دادا، وانشغال فابورويف بـ «الفشل السياسي والشذوذ الاجتماعي».
جادلت ميشيل لحوق من فايس: أن «محاكاة الذوق التجاري ليس الهدف بالضبط. لا تقوم فابورويف بإعادة إنشاء موسيقى صالة الشركات فحسب - بل إنها تضخها في شيء أكثر جنسية وأكثر اصطناعية». في كتابه لعام 2019 سماع السحابة: هل يمكن للموسيقى أن تساعد في إعادة تصور المستقبل؟ كتب الأكاديمي إميل فرانكل: أن الفابورويف قد اختُزلت إلى «غلاف تجاري خاص بها» من قبل أولئك الذين فتنوا الثمانينيات و«موسيقى البوب الرجعية». ولقد شبه المشهد بـ PC Music وهي تسمية «شوهدت وكأنها تشوه من تأكيد ساخر للنزعة التجارية، لتصبح مجرد موسيقى بوب عادية... أي شيء يستخدم السخرية كأسلوب للنقد يعرضه لخطر سوء التقدير».

## الفروع والأنواع الفرعية

### الفانك المستقبلي
يتوسع الفانك المستقبلي عند عناصر ديسكو/المنزل في الفابورويف. ويتطلب نهجًا أكثر نشاطًا من فابورويف ويتضمن عناصر من المنزل الفرنسي، وإن تم إنتاجه بنفس الطريقة القائمة على العينة مثل فابورويف. معظم هذه العينات مأخوذة من سجلات موسيقى البوب اليابانية (city pop) في الثمانينيات.

### هارد فابور
ظهر هارد فابور في أواخر عام 2015 كإعادة تخيل لفابورويف مع مظاهر أكثر قتامة وتيرة أسرع وأصوات أثقل. ويتأثر بالسرعة السريعة (speedcore) وثرثر (gabber)، ويعرف نفسه ضد الحالة المزاجية المثالية المنسوبة أحيانًا إلى الفابورويف.

### مولسوفت
تضخم مولسوفت (Mallsoft) تأثيرات صالة الفابورويف. وقد يُنظر إليه في سياق «مفهوم المراكز التجارية على أنها مساحات شاسعة بلا روح للاستهلاك... استكشاف التداعيات الاجتماعية للرأسمالية والعولمة».

### فاشوايف
فاشوايف (Fashwave) من «الفاشية» عبارة عن اندماج فعال إلى حد كبير بين الموجات المركبة الموالفة (synthwave) وفابورويف التي نشأت على يوتيوب حوالي عام 2015. مع عناوين المسارات السياسية والمقاطع الصوتية العرضية، يجمع هذا النوع بين الرمزية النازية والمرئيات المرتبطة بفابورويف والسينثويف. وفقًا لهان فهي مشتقة موسيقيًا من السينثويف بينما كتب المساهم في موقع الثقيل (Heavy website) بول فاريل: أنه «يعتبر فرعًا من حركات الفابورويف غير المؤذية.» وفرع مشابه ترامبويف (Trumpwave) يركز على دونالد ترامب.

### سيمبسون ويف
كانت سيمبسونويف (Simpsonwave) ظاهرة على يوتيوب أصبحت شائعة بواسطة المستخدم لوسيان هيوز. إذ يتكون بشكل أساسي من مقاطع فيديو مع مشاهد من المسلسل التلفزيوني الأمريكي المتحرك عائلة سيمبسون وتم تعيينه على مسارات فابورويف المختلفة. غالبًا ما يتم وضع المقاطع معًا خارج السياق وتحريرها باستخدام تأثيرات تشويه شعاع في إتش إس (VHS-esque) ومرئيات سريالية، مما يمنحها إحساسًا «بالهلوسة والنقل».

## ميراث الفابورويف
الفيلم الوثائقي القادم لا أحد هنا 2021 - قصة الفابورويف ستسلط الضوء على تطور ميركوجينري (mircogenre) الشهير.

## روابط خارجية
- Adam Harper: Indie Goes Hi-Tech: The End of Analogue Warmth and Cosy Nostalgia على يوتيوب